# 西伯利亞公路

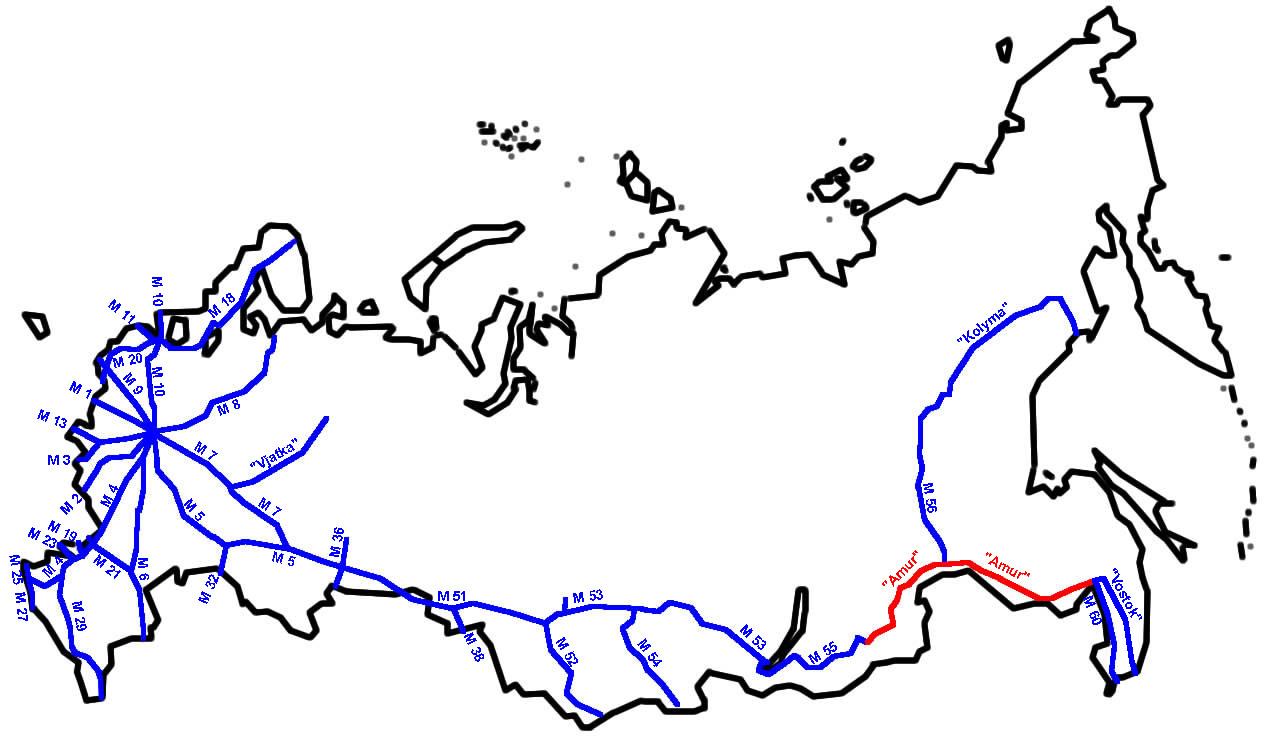
紅色段為阿穆爾公路

西伯利亞公路是一條橫貫俄羅斯、連接波羅的海和太平洋的公路系統的非正式名稱，全長11,000公里。由7條公路組成：
- M10公路：聖彼得堡-莫斯科 （664 km）
- M5公路：莫斯科-車里雅賓斯克 （1880 km）
- 貝加爾公路
  - M51公路：車里雅賓斯克-新西伯利亞 （1528 km）
  - M53公路：新西伯利亞-伊爾庫茨克 （1860 km）
  - M55公路：伊爾庫茨克-赤塔 （1113 km）
- 阿穆爾公路：赤塔-伯力 （2100 km）
- 烏蘇里公路：伯力-海參崴 （760 km）

在亞洲部份與泛亞公路的AH6平行，而在歐洲部分則與E30公路平行。另外有190公里的路段在哈薩克斯坦境內。